# Лангау
Лангау (на немски: Lahngau; на латински: Pagus Loganahe; Pagus Logenensis е франкско гауграфство през Ранното средновековие.

## Територия
Обхваща териториите на средна и долна река Лан в днешните Хесен и Рейнланд-Пфалц в Германия.
Намира се на територията на земите на източнофранкските Конрадини. Преди 900 г. се разделя на Оберлангау (Oberlahngau) и Нидерлангау (Niederlahngau).

## Графове в Лангау
- Конрад, 772 и 773 г. е доказан като граф в Лангау, смята се за прародител на Конрадините
- Одо Орлеански (Удо, † 834) от род Удалрихинги, първо граф в Рейнланд/Лангау (821 – 826) и след това граф на Графство Орлеан (828 – 834)
- Гебхард († 879), граф в Нидерлангау (832 – 879), родоначалник на род Конрадини
- Удо, граф в Лангау (860 – 879)
- Конрад Стари († 906), от 886 г. граф в Оберлангау
- Еберхард († 902/903), брат на Конрад Стари, граф в Нидерлангау
- Конрад Курцболд († 30 юни 948), син на Еберхард, 910 г. граф в долен Нидерлангау
- Ото, Удо или Одо († сл. 918), 912 г. граф на среден Лан
- Еберхард († 939), граф в Оберлангау (913 – 928)
- Герлах I († 1018), граф в Нидерлангау (1002 – 1013)
- Годеболд е 1053 г. граф в южен Нидерлангау, Ембрихо в северен Нидерлангау и основател на фамилията на графовете на Диц.
- Гизо I, 1008 г. граф в Оберлангау, родоначалник на род Гизони